# Maggie O'Farrell
Maggie O'Farrell, född 27 maj 1972 i Coleraine, County Londonderry, Nordirland, är en brittisk (nordirländsk) författare. Farrell växte upp i Wales och Skottland. Hon har även arbetat som journalist och undervisat i kreativt skrivande.
År 2020 tilldelades O'Farrell Women's Prize for Fiction för Hamnet.

## Biografi
O'Farrell växte upp i Wales och Skottland. Som barn var hon svårt sjuk i sviterna efter en hjärnhinneinflammation vilket gjorde att hon var sängliggande under en längre tid och hänvisad till läsning.
Efter studier i engelska vid universitetet i Cambridge var hon verksam som konst- och litteraturkritiker. Hon har arbetat som journalist i Hongkong och för The Independent on Sunday. Hon har också undervisat i kreativt skrivande. År 2000 publicerades hennes första roman.
Hon är gift med författaren William Sutcliffe och är bosatt i Edinburgh.

## Författarskap
Maggie O'Farrells  debutroman After You'd Gone (Bara Alice) 2000 mottogs positivt av kritiken och har översatts till flera språk. Författaren belönades med det brittiska debutantpriset Betty Trask Award. Under de första årens författarskap har hon skrivit vad som uppfattats som psykologiska spänningsromaner där avslöjade familjehemligheter och växlingar mellan olika tidsperioder har varit kännetecken. Från 2020 har hon gjort sig ett namn som författare till romaner med historiskt innehåll genom Hamnet och Lucrezias porträtt.
I Bara Alice reser huvudpersonen till Edinburgh för att hälsa på släktingar. I upprört tillstånd återvänder hon omgående till London där hon blir påkörd och svårt skadad. Vad som orsakade hennes reaktion är romanens gåta.
I Min älskares älskarinna flyttar huvudpersonen in hos sin pojkvän. Hon kan inte frigöra sig från en känsla av att dennes tidigare partner på något sätt är närvarande och hon söker en förklaring till dennas hastiga uppbrott.
I Du visste aldrig att jag fanns sammanvävs öden från det koloniala Indien och 1930-talets Edinburgh. En ung kvinna tar hand om en äldre släkting som varit inspärrad på mentalsjukhus sedan tonåren.
Den hand som först höll min skildrar två kvinnoöden i Londons konstnärsmiljö, ett under 1950-talet och ett i nutid.
Sommaren utan regn skildrar en familj i kris under en värmebölja i London. En nyligen pensionerad banktjänsteman man försvinner från sitt hem utan förklaring och de vuxna barnen engageras. Familjehemligheter anas under ytan och de vuxna barnen brottas med egna problem.
I Det måste vara här har en känd skådespelerska Claudette försvunnit från sin svenske man i Stockholms skärgård. Hon har tagit sin tillflykt till en ensligt belägen by på Irland och bildat en ny familj med amerikanske Daniel. Han har också ett trauma sedan en tidigare flickvän plötsligt försvunnit.  Berättelsen sträcker sig mellan 1940-tal och nutid och skildras ur flera perspektiv.
Jag är, jag är, jag är : ett hjärtslag från döden är en självbiografisk roman som beskriver 17 olika tillfällen då författaren varit nära döden: bland annat då hon var sjuk i hjärnhinneinflammation som barn, upplevelsen i ett flygplan på väg att störta, som förföljd av en våldtäktsman och mördare.
År 2020 publicerades den mycket uppmärksammade och prisbelönade romanen Hamnet. I fokus för handlingen är William Shakespeares hustru Anne (Agnes) och sorgen efter sonen Hamnet som dog i pesten som 11-åring. Speciellt uppmärksammas den mustiga miljöskildringen och skildringen av Agnes som en udda person kunnig i naturmedicin, hänvisad till familjeförpliktelser medan maken sysslade med teater i London.
Lucrezias porträtt  utspelar sig i Florens på 1500-talet. Lucrezia de Medici är en ung dotter till storhertigen. Hon lever som en pojkflicka, älskar att måla och fascineras av konst. När en äldre syster plötsligt dör blir hon  bortgift med hertigen av Ferarra i dennas ställe. En historisk förebild existerar där den unga kvinnan dog tidigt, möjligen giftmördad, men romanen är en fritt skapad levnadshistoria. Kritiken har varit blandad.

## Priser och utmärkelser
- Betty Trask Award 2000 för After You'd Gone (Bara Alice)
- Somerset Maugham Reward 2005 för The Distance Between Us
- Women's Prize for Fiction 2020 för Hamnet
- Waterstones Årets bok 2020 för Hamnet